# Cochliarium sibiricum
Cochliarium sibiricum är en tvåvingeart som beskrevs av Engelmark 1999. Cochliarium sibiricum ingår i släktet Cochliarium och familjen kolvflugor. Inga underarter finns listade i Catalogue of Life.